# LSWR P14 class
LSWR P14 class — тип пассажирского паровоза с осевой формулой 2-3-0, разработанный Дугалдом Драммондом для Лондонской и Юго-Западной железной дороги в 1910 году.

## История
Драммонду никак не удавалось создать успешный 2-3-0 паровоз, и он в третий раз вернулся к чертёжной доске. Текущие потребности дороги удовлетворяли паровозы G14 образца 1908 года, но их было всего пять, чего не хватало для всех больших экспресс-поездов к трансатлантическим пароходам. При этом расписание поездов на южное побережье становилось всё жёстче. В общих чертах компоновка паровозов оказалась подходящей, они могли поднять скорости поездов и имели лучшую удельную мощность.
На паровозе использован котёл насыщеного пара, работающий при давлении 175 фунтов на квадратный дюйм, аналогичный котлам других паровозов дороги, четырёхцилиндровая машина и движущие колёса диаметром 6 футов (1800 мм). Для всех четырёх цилиндров использован парораспределительный механизм Вальсхарта, упрощавший конструкцию по сравнению с двумя разными механизмами на предыдущих паровозах, и создававший чуть меньшую осевую нагрузку. Колёса были прикрыты большими цельными брызговиками, которые затрудняли обслуживание паровоза. Для долгих поездок применялись драммондовские четырёхосные тенедеры типа watercart. 5 паровозов были построены на заводе у Девяти Вязов:
| Год  | Заказ | Количество | Номера  | Примечания |
| ---- | ----- | ---------- | ------- | ---------- |
| 1910 | P14   | 5          | 448-452 |            |

Паровозы P14 были разработаны для экспрессов Солсбери—Эксетер взамен неудачных предшественников F13 и E14. Локомотивные бригады сочли их более подходящими для этого рода службы, и они работали вместе с G14. Тем не менее, родовые пороки драммондовских 2-3-0 — высокое потребление воды и угля — сохранились и у них.

### Переделка Манселла
После 15 лет работы паровозов этого типа на основных и второстепенных пассажирских линиях главный инженер тяги объединённой Southern Railway Ричард Манселл решил перестроить эти локомотивы в соответствии с новыми стандартами дороги. Паровозы P14 разобрали на запчасти для очередной партии паровозов N15 «Король Артур». Паровоз № 0449 (перенумерован, чтобы освободить номер для нового N15) несколько месяцев работал параллельно с якобы перестроенным из него N15 № 449.

## Окраска и нумерация
На LSWR паровозы P14 были выпущены в пассажирской шалфеево-зелёной ливрее с фиолетово-коричневыми каёмками филёнок, чёрными и белыми полосами и золотистыми буквами LSWR на бортах тендера.
После перехода к Southern Railway в 1923 году паровозы перекрашивались в манселловскую более тёмную версию ливреи LSWR с жёлтой надписью Southern и такими же полосами.